# Abu az-Zuhur (poddystrykt)
Abu az-Zuhur – jedna z 7 jednostek administracyjnych trzeciego rzędu (nahijja) dystryktu Idlib w muhafazie Idlib w Syrii.
W 2004 roku poddystrykt zamieszkiwało 38 869 osób.